# Чала (Сачхерський муніципалітет)
Чала (груз. ჭალა) — село в Грузії.
За даними перепису населення 2014 року в селі проживає 676 осіб.